# 비정규전
비정규전(非正規戰, irregular warfare; IW)은 정규적인 전쟁에 분류할 수 없는 다양한 분쟁의 형태를 가리키는 개념으로 전시와 평시에 관계없이, 게릴라 활동, 첩보 활동, 비밀 작전, 파괴 공작, 심리전, 테러 등을 비정규전이라고 분류한다. 특수전(special wafare)와도 일맥상통한다. 
비정규전은 미국 합동 교리에서 "관련 인구에 대한 정당성과 영향력을 확보하기 위한 국가 및 비국가 행위자 간의 폭력적인 투쟁"으로 정의된다. 실제로는 기관과 인프라에 대한 통제도 중요하다. 비정규전과 관련된 개념은 용어 자체보다 오래되었다.
비정규전은 적의 힘, 영향력 및 의지를 침식하기 위해 모든 범위의 군사 및 기타 능력을 사용할 수 있지만 간접전과 비대칭 전쟁 접근법을 선호한다. 이는 본질적으로 국가와 전략적 파트너의 결의를 시험하는 장기간의 투쟁이다.
'비정규전'이라는 용어는 '재래전', '비재래전'과 구분하여 정립되었으며, 이를 구별하기 위해 정해졌다. 이는 "정규군"과 "비정규군"의 구별과 관련이 없다.

## 같이 보기
- 비재래전
- 유격전
- 정보전
- 비정규군
- 심리전
- 북아일랜드 분쟁
- 테러와의 전쟁
- 체 게바라
- 토머스 에드워드 로런스